# HMS Enchantress (L56)
Le HMS Enchantress est un sloop britannique, de la classe Bittern, qui participa aux opérations navales contre la Kriegsmarine (marine Allemande) pendant la seconde Guerre mondiale.
Etant le navire de tête de sa classe, il est d'abord nommé HMS Bittern, mais renommé HMS Enchantress avant d'être lancé en 1935.
Il sert dans des groupes d'escorte de convois, pour la lutte anti-sous-marine. Il est crédité de la destruction d'un sous-marin italien.

## Construction
La pose de la quille (numéro de quille: 540) sous le nom de Bittern est faite le 9 mars 1934 dans le chantier naval de John Brown & Company de Clydebank, en Écosse, en tant que navire à usage général qui pourrait être utilisé comme navire d'escorte en temps de guerre. Il est destiné à être utilisé comme yacht de l'amirauté, et rebaptisée Enchantress (en prenant le nom du navire précédent dans ce rôle) avant d'être lancé le 21 octobre 1934.
Il est terminé le 4 avril 1935 et est mis en service quatre jours plus tard .

## Historique du service
Au début des hostilités en septembre 1939, l'Enchantress est affecté au service d'escorte de convoi, sous la direction du Western Approaches Command. Dans ce rôle, l'Enchantress est engagé dans toutes les tâches effectuées par les navires d'escorte; protéger les convois, rechercher et attaquer les sous-marins qui  attaquent les navires en convoi et sauver les survivants. Au cours de la campagne atlantique de six ans, l'Enchantress a escorté plus de 100 convois commerciaux, principalement sur les routes de Gibraltar et de l'Atlantique Sud, assurant l'arrivée sûre et en temps opportun de plus de 3 000 navires.
L'enchantress est impliqué dans trois batailles de convois en 1940 et une quatrième en 1941, toutes sur la route de l'Atlantique Nord. En juillet 1940, alors qu'il escortait le convoi OB 188, le convoi est attaqué, perdant quatre navires au profit de l'U-34. En octobre, le convoi SC 6 perd trois navires et un endommagé par deux sous-marins; en novembre, le convoi SC 11  perd sept navires en une nuit face à l'U-100. En février 1941, le convoi OB 322 perd quatre navires contre l'U-47. Deux autres convois escortés par l'Enchantress sont attaqués, perdant trois navires.
En mai 1941, l'Enchantress accoste pour un radoub pour l'installation d'un Hedgehog, une nouvelle arme anti-sous-marine, qu'il est le premier à expérimenter en situation. À la suite de cela, l'Enchantress est affecté à la route de l'Atlantique Sud, conduisant des convois à destination et en provenance de Freetown en Sierra Leone. En janvier 1942, il est équipé d'un équipement de radio-détection HF/DF. En septembre, il est affecté à la force d'escorte pour l'opération Torch. En décembre, alors qu'il escorte le convoi KMS 4, l'Enchantress engage et détruit le sous-marin italien  Corallo au large des côtes algériennes.
De retour dans l'Atlantique en 1943, l'Enchantress continue son service d'escorte sur la route de Freetown, jusqu'à ce qu'il soit rappelé en mai 1945 pour une remise en état et un déploiement dans le Pacifique. En août, il est en route pour rejoindre la British Pacific Fleet (flotte du Pacifique britannique) lors de la capitulation japonaise.
En 1946, l'Enchantress retourne au Royaume-Uni et est désarmé et vendu au service marchand civil en tant que Lady Enchantress. En 1952, il est retiré du service et vendu pour la ferraille .

## Honneurs de bataille
Pendant son service, l'Enchantress a reçu trois honneurs de bataille
- Atlantique : 1939–45
- Méditerranée : 1942
- NAfrique du Nord : 1942–43

## Succès
Pendant son service, l'Enchantress a été crédité de la destruction d'un sous-marin:
| Date             | U-Boot  | Type         | Localisation                                                      | Notes |
| ---------------- | ------- | ------------ | ----------------------------------------------------------------- | --- |
| 13 décembre 1942 | Corallo | Classe Perla | Mer méditerranée, au large de Béjaïa, Algérie 37° 58′ N, 5° 07′ E | détecté par l'Enchantress quand il attaque le convoi KMS 4; charges de profondeur, forçant à faire surface, attaqué aux canons et éperonnage. |